# Angelo Turconi
Pour les articles homonymes, voir Turconi.
Angelo Turconi (né le 5 juillet 1923 à Solbiate Olona, en Lombardie et mort le 3 août 2011  à Busto Arsizio) est un footballeur italien des années 1940 et 1950.

## Biographie
En tant que milieu, Angelo Turconi est international italien à deux reprises pour un but inscrit.
Il participe aux Jeux olympiques de 1948. Il est titulaire contre les États-Unis (où il inscrit à la 46e minute son premier et unique but) et contre le Danemark. L'Italie est éliminée en quarts.
Il joue dans différents clubs italiens (AC Liguria (it), Varèse Sportiva, Pro Patria, AC Côme, US Sanremese) et remporte une Serie B en 1947 avec Pro Patria.

## Clubs
- 1940-1942 : Pro Patria
- 1942-1943 : AC Liguria (it)
- 1944 : Varèse Sportiva
- 1945-1950 : Pro Patria
- 1950-1954 : AC Côme
- 1954-1955 : US Palerme
- 1955-1957 : US Sanremese

## Palmarès
- Championnat d'Italie de football D3
  - Vice-champion en 1941
- Championnat d'Italie de football D2
  - Champion en 1947